# Chanidapa Pongsilpipat
Chanidapa Pongsilpipat (tiếng Thái: ชนิดาภา พงศ์ศิลป์พิพัฒน์, phiên âm: Cha-ni-đa-pa Pong-sin-pi-pát, sinh ngày 15 tháng 07 năm 1988) còn có nghệ danh là Best (เบสท์), là một nữ diễn viên, người dẫn chương trình và người mẫu người Thái Lan. Cô được biết đến qua phim điện ảnh The Love of Siam và phim truyền hình Bí mật của siêu sao. Hiện cô là diễn viên của đài Channel 3 (CH3). Ngoài ra cô còn có một nickname khác do fan Trung Quốc đặt tên là Xiaobu (tiếng Trung: 小布 Tiểu Bố).

## Tiểu sử
Tên khai sinh của cô là Aticha Pongsilpipat. Cô vào ngành giải trí sau khi thắng cuộc thi da bởi Babi Mild. Cô còn là người mẫu chụp ảnh tạp chí, xuất hiện MV trước khi tham gia diễn xuất.
Phim đầu tay cô tham gia là phim điện ảnh The Love of Siam. Cô đóng vai "Donut", bạn gái của "Tong". Bộ phim đạt được nhiều giải thưởng danh giá suốt năm 2007.
Sau đó cô ký hợp đồng đài Exact - CH5 (tiền thân Đài One31), trong khoảng thời điểm đó, cô đổi tên là Chanidapa. Cô được biết đến qua vai diễn Parn trong Bí mật của siêu sao. Cuối năm 2012, cô kết thúc hợp đồng và từ chối gia hạn với đài Exact - CH5.
Cô bắt đầu trở thành diễn viên tự do, đóng phim đài Ch9 phim Tình khúc đảo thiên thần, và đài Ch3 "Phu Dee Isan", thủ vai phản diện đầu tiên. Cô còn tiếp tục đóng vai phản diện "Ruen Ritsaya". Sau khi cô đóng vài phim trên đài CH3, cô chính thức ký hợp đồng đài CH3 giữa năm 2014.

### Học vấn
- Bachelor's Degree: Faculty of Fine Art, Srinakharinwirot University (Acting and Directing Major)

## Các bộ phim đã từng tham gia

### Phim điện ảnh
| Năm  | Tựa              | Vai   | Đóng với                                   |
| ---- | ---------------- | ----- | ------------------------------------------ |
| 2007 | The Love of Siam | Donut | Mario Maurer                               |
| 2019 | The Love         | Jan   | Withawat Thaokhamlue, Panupong Waraakesiri |

### Phim truyền hình
| Năm  | Phim                                                              | Vai                          | Đóng với                               | Đài |
| ---- | ----------------------------------------------------------------- | ---------------------------- | -------------------------------------- | --- |
| 2008 | Kwarm Lub Kaung Superstar ความลับของ Superstar Bí mật của siêu sao | Parncharee Gangngam / "Parn" | Patiparn Pataweekarn                   | CH5 |
| 2010 | Jub Tai Wai Rai Sai Samorn จับตายวายร้ายสายสมร Nữ sát thủ           | Lilly                        | Nat Thephussadin Na Ayutthaya          | CH5 |
| 2011 | Talad Arom ตลาดอารมณ์ Tình yêu đam mê                              | Mattanaa                     | Supakit Buangam                        | CH5 |
| 2011 | Kohn Teun คนเถื่อน Ngoài vòng pháp luật                             | Chaaim                       | Natthapong Chartpong                   | CH5 |
| 2012 | Marnya Rissaya มารยาริษยา Lưới tình Catwalk                        | Faii                         | Ratchanont Suprakob                    | CH5 |
| 2012 | Sao Noi สาวน้อย Tình khúc đảo thiên thần                           | Kaew                         | Ratchanont Suprakob                    | CH9 |
| 2013 | Phu Dee Isan ผู้ดีอีสาน                                               | Yodying                      | Prima Bhunjaroeun & Warit Sirisantana  | CH3 |
| 2014 | Cubic คิวบิก Chiếc hộp tình yêu                                     | Pailing                      | Warit Tipgomut                         | CH3 |
| 2014 | Ruen Ritsaya เรือนริษยา Ghen thù ghen hận                           | Kanokkorn "Kib"              |                                        | CH3 |
| 2014 | Malee Roeng Rabam มาลีเริงระบำ Ngôi sao hiểu lòng anh               | Bussababun "Bella"           |                                        | CH3 |
| 2015 | Bannee Phee Mai Pob บ้านนี้ผี(ไม่)ปอบ                                  | Rarueng                      |                                        | CH3 |
| 2016 | Thanchai Kummalor ท่านชายกำมะลอ                                    | Riza                         | Kanin Stanley                          | CH3 |
| 2016 | Thanchai Prumruk พิรุณพร่ำรัก Cơn mưa tình yêu                        | Laila Lu                     | Nattapol Leeyawanich                   | CH3 |
| 2016 | Raeng Tawan แรงตะวัน Mộng uyên ương                                | KhaeKhai                     |                                        | CH3 |
| 2016 | Luard Ruk Torranong เลือกรักทระนง Dòng máu kiêu hãnh                | Parichat (Poopae)            | Thanawat Wattanaputi & Diana Flipo     | CH3 |
| 2016 | Saeng Tian แสงเทียน                                                | Buaklee (Keard)              |                                        | CH3 |
| 2017 | Funruk Funsalay ฝันรักฝันสลาย Giấc mộng tan vỡ                       | Judy                         |                                        | CH3 |
| 2018 | Tiang Nangmai เตียงนางไม้                                           | Yoghurt                      | Chesschavin Chupratum                  | CH3 |
| 2018 | Sapai Kafak สะใภ้กาฝาก                                             | Marayat (May)                |                                        | CH3 |
| 2018 | Prakasit Kammathep ประกาศิตกามเทพ Mệnh lệnh thần tình yêu          | Aim                          |                                        | CH3 |
| 2019 | Dao Lhong Fah ดาวหลงฟ้า Vì sao dưới trời                           | Thipwan / "Thip"             | Warit Tipgomut                         | CH3 |
| 2020 | Kwam Song Jum See Jang ความทรงจำสีจาง Ký ức nhạt phai              | Dao Darika                   | (khách mời)                            | CH3 |
| 2021 | Mia Jum Pen เมียจำเป็น Cô vợ bắt buộc / Vòng xoáy tình yêu          | Sophit                       | Warit Sirisantana & Rinrada Kaewbuasai | CH3 |
| 2021 | Piphob Himmaparn พิภพหิมพานต์ Vùng đất huyền bí                      | Jansuda                      |                                        | CH3 |
| 2021 | Sapai Jao Sua สะใภ้เจ้าสัว Nàng dâu đại gia                          | Wanlapa                      | Krittakan Prasitpanit                  | CH3 |
| 2022 | Pom Sanaeha ปมเสน่หา Nút thắt ái tình                              | Lilli                        |                                        | CH3 |
| 2022 | Ratee Luang รตีลวง Sắc tình dụ hoặc                                | Jai                          |                                        | CH3 |

### Series
| Phim              | Vai      | Tập                                                                 |
| ----------------- | -------- | ------------------------------------------------------------------- |
| Nut Kub Nut       | กี้        | ตอน รักมากมาย ตอน นี่คือเหงา..นี่แหละเหงา                                 |
| Pen Tor           | ริน       | ตอน เอาคืน                                                           |
| Bang Ruk Soi 9    | เอื้อง     | ตอน HUG                                                             |
| Baan Nee Mee Ruk  | เตย      | ตอน ดอกฟ้ากับหมาขี้เรื้อน                                                 |
| Pu Kong Jao Sanae | พยาบาลฟ้า | ตอน หมูตะกายฟ้า ตอน หมูสะท้านฟ้า ตอน วาเลนไทน์กระหายรัก ตอน รักนะคะคนดีของหมู |

### Quảng cáo
- CAMELLA
- TARO V-plus
- Magic Talker’s
- M BIKE
- TT&T

### Tạp chí
- Cleo Magazine
- Spicy Magazine
- Sweety Magazine
- Sakulthai Magazine
- Handicraft Magazine
- MIX Magazine
- ISEE Magazine

## Giải thưởng
- ชนะเลิศตำแหน่ง 'สาวผิวน้ำนม' ของ Babi mild (ปี 2004)
- ชนะเลิศตำแหน่ง 'สาววีต้า' ของ Vita (ปี 2005)
- ชนะเลิศตำแหน่ง 'Miss Fresh IDOL' ของ Ac’cess (ปี 2006)
- ชนะเลิศตำแหน่ง 'ขวัญใจสื่อมวลชน' ของ Vivite (ปี 2006)
- 1 ใน 5 คลื่นลูกใหม่ของวงการ จาก Sudsapda Young & Smart Vote 2007
- 1 ใน 5 ดาวรุ่งหญิงยอดเยี่ยม (สาขาภาพยนตร์) จาก TV Pool Top Awards 2007
- 1 ใน 5 Rising Star: เซเลบริตี้หน้าใหม่ที่น่าจับตา จาก OK!Giải 2008
- 1 ใน 13 ดาราสาวสุดฮอตในกระแสวงการบันเทิง จาก Siamdara Star Colorful 2008
- รับโล่รางวัล 'คนดี ศรีนครินทร์' ของ มศว (ปี 2010)
- รางวัล 'เรียนดีและประพฤติดี' ของ คณะศิลปกรรมฯ มศว (ปี 2011)